# The Fireman
The Fireman és el pseudònim sota el que s'amaga la col·laboració musical entre Paul McCartney i el productor Youth.
En un principi va crear-se com un nou experiment de McCartney en el camp de la música electrònica. Així, el 1993 publiquen el seu primer treball, Strawberries Oceans Ships Forest i l'any 1998 el seu segon àlbum, Rushes. Ambdós treballs tenen una estructura similar: cançons de llarga durada, sense lletra i amb un estil electrònic i de música d'ambient.
El 2008, Electric Arguments, el seu tercer treball, suposa un gir de 180° a la carrera de The Fireman, ja que el tipus de música d'aquest és completament diferent. En aquest treball, els temes tenen lletra i compten amb un so més rock.

## Àlbums
- Strawberries Oceans Ships Forest - 1993
- Rushes - 1998
- Electric Arguments - 2008